# Coppa araba FIFA
La Coppa araba FIFA (in inglese FIFA Arab Cup, in arabo كأس العرب‎?, Kaʾs al-ʿArab), o semplicemente Coppa araba, è una competizione calcistica organizzata dalla FIFA (dal 2021), alla quale partecipano le squadre nazionali dei Paesi arabi aderenti alla UAFA.
La nazionale che conta più vittorie nel torneo è l'Iraq, con quattro edizioni vinte.

## Storia
La fondazione della Coppa araba risale al 1962, ad opera della Federazione calcistica del Libano (LFA). La prima edizione del torneo si svolse a Beirut nell'ottobre 1963 e vide la partecipazione di cinque nazionali di paesi del mondo arabo.
La UAFA organizzò questa competizione dal 1963 al 2012 a cadenza variabile. Fino a quell'anno si tennero in totale nove edizioni più due annullate: l'edizione del 1982, annullata a causa della guerra del Libano, e quella del 2009, annullata per mancanza di sponsor. Durante la lunga interruzione che si ebbe tra il 1966 e il 1985, il torneo fu ufficiosamente rimpiazzato dalla Coppa della Palestina, della quale negli anni '70 si disputarono tre edizioni più una annullata.
L'edizione del 1992 fu parte integrante dei VII Giochi panarabi, disputati in Siria.
L'edizione del 2021 fu la prima a svolgersi sotto l'egida della FIFA, con la contestuale ridenominazione del torneo in Coppa araba FIFA.

## Albo d'oro
| Vittorie | Nazione        | Anno/i                 |
| -------- | -------------- | ---------------------- |
| 4        | Iraq           | 1964, 1966, 1985, 1988 |
| 2        | Arabia Saudita | 1998, 2002             |
| 1        | Tunisia        | 1963                   |
| 1        | Egitto         | 1992                   |
| 1        | Marocco        | 2012                   |
| 1        | Algeria        | 2021                   |

## Edizioni
| Coppa araba      | Coppa araba     | Coppa araba    | Coppa araba       | Coppa araba             | Coppa araba             | Coppa araba       | Coppa araba       | Coppa araba               | Coppa araba               | Coppa araba               | Coppa araba               | Coppa araba               | Coppa araba       |
| ---------------- | --------------- | -------------- | ----------------- | ----------------------- | ----------------------- | ----------------- | ----------------- | ------------------------- | ------------------------- | ------------------------- | ------------------------- | ------------------------- | ----------------- |
| Anno             | Paese ospitante |                | Classifica finale | Classifica finale       | Classifica finale       | Classifica finale | Classifica finale | Classifica finale         | Classifica finale         | Classifica finale         | Classifica finale         | Classifica finale         | Classifica finale |
| Anno             | Paese ospitante | Campione       | Campione          | Campione                | 2º posto                | 2º posto          | 2º posto          | 3º posto                  | 3º posto                  | 3º posto                  | 4º posto                  | 4º posto                  |                   |
| 1963 Dettagli    | Libano          | Tunisia        | Tunisia           | Tunisia                 | Siria                   | Siria             | Siria             | Libano                    | Libano                    | Libano                    | Kuwait                    | Kuwait                    |                   |
| 1964 Dettagli    | Kuwait          | Iraq           | Iraq              | Iraq                    | Libia                   | Libia             | Libia             | Kuwait                    | Kuwait                    | Kuwait                    | Libano                    | Libano                    |                   |
| Anno             | Paese Ospitante | Finale         | Finale            | Finale                  | Finale                  | Finale            | Finale            | Finale per il terzo posto | Finale per il terzo posto | Finale per il terzo posto | Finale per il terzo posto | Finale per il terzo posto |                   |
| Anno             | Paese Ospitante | Campione       | Campione          | Risultato               | Risultato               | 2º posto          | 2º posto          | 3º posto                  | 3º posto                  | Risultato                 | Risultato                 | 4º posto                  |                   |
| 1966 Dettagli    | Iraq            | Iraq           | Iraq              | 2 - 1                   | 2 - 1                   | Siria             | Siria             | Libia                     | Libia                     | 6 - 1                     | 6 - 1                     | Libano                    |                   |
| 1982 Dettagli    | Libano          | Annullata      | Annullata         | Annullata               | Annullata               | Annullata         | Annullata         | Annullata                 | Annullata                 | Annullata                 | Annullata                 | Annullata                 |                   |
| 1985 Dettagli    | Arabia Saudita  | Iraq           | Iraq              | 1 - 0                   | 1 - 0                   | Bahrein           | Bahrein           | Arabia Saudita            | Arabia Saudita            | 0 - 0 (dts) 4 - 1 (dtr)   | 0 - 0 (dts) 4 - 1 (dtr)   | Qatar                     |                   |
| 1988 Dettagli    | Giordania       | Iraq           | Iraq              | 1 - 1 (dts) 4 - 3 (dtr) | 1 - 1 (dts) 4 - 3 (dtr) | Siria             | Siria             | Egitto                    | Egitto                    | 2 - 0                     | 2 - 0                     | Giordania                 |                   |
| 1992 Dettagli    | Siria           | Egitto         | Egitto            | 3 - 2                   | 3 - 2                   | Arabia Saudita    | Arabia Saudita    | Kuwait                    | Kuwait                    | 2 - 1                     | 2 - 1                     | Siria                     |                   |
| 1998 Dettagli    | Qatar           | Arabia Saudita | Arabia Saudita    | 3 - 1                   | 3 - 1                   | Qatar             | Qatar             | Kuwait                    | Kuwait                    | 4 - 1                     | 4 - 1                     | Emirati Arabi Uniti       |                   |
| 2002 Dettagli    | Kuwait          | Arabia Saudita | Arabia Saudita    | 1 - 0                   | 1 - 0                   | Bahrein           | Bahrein           | Giordania Marocco         | Giordania Marocco         | N/D                       | N/D                       |                           |                   |
| 2009 Dettagli    |                 | Annullata      | Annullata         | Annullata               | Annullata               | Annullata         | Annullata         | Annullata                 | Annullata                 | Annullata                 | Annullata                 | Annullata                 |                   |
| 2012 Dettagli    | Arabia Saudita  | Marocco        | Marocco           | 1 - 1 (dts) 3 - 1 (dtr) | 1 - 1 (dts) 3 - 1 (dtr) | Libia             | Libia             | Iraq                      | Iraq                      | 1 – 0                     | 1 – 0                     | Arabia Saudita            |                   |
| Coppa araba FIFA |                 |                |                   |                         |                         |                   |                   |                           |                           |                           |                           |                           |                   |
| 2021 Dettagli    | Qatar           |                | Algeria           | Algeria                 | 2 - 0 (dts)             | 2 - 0 (dts)       | Tunisia           | Tunisia                   | Qatar                     | Qatar                     | 0 - 0 (dts) 5 - 4 (dtr)   | 0 - 0 (dts) 5 - 4 (dtr)   | Egitto            |
| 2025 Dettagli    | Qatar           |                |                   |                         |                         |                   |                   |                           |                           |                           |                           |                           |                   |
| 2029 Dettagli    | Qatar           |                |                   |                         |                         |                   |                   |                           |                           |                           |                           |                           |                   |
| 2033 Dettagli    | Qatar           |                |                   |                         |                         |                   |                   |                           |                           |                           |                           |                           |                   |

## Piazzamenti
| Squadra             | 1º | 2º | 3º | 4º |
| Iraq                | 4  | 0  | 1  | 0  |
| Arabia Saudita      | 2  | 1  | 1  | 1  |
| Tunisia             | 1  | 1  | 0  | 0  |
| Egitto              | 1  | 0  | 1  | 1  |
| Algeria             | 1  | 0  | 0  | 0  |
| Marocco             | 1  | 0  | 0  | 1  |
| Siria               | 0  | 3  | 0  | 1  |
| Libia               | 0  | 2  | 1  | 0  |
| Bahrein             | 0  | 2  | 0  | 0  |
| Qatar               | 0  | 1  | 1  | 1  |
| Kuwait              | 0  | 0  | 3  | 1  |
| Libano              | 0  | 0  | 1  | 2  |
| Giordania           | 0  | 0  | 1  | 1  |
| Emirati Arabi Uniti | 0  | 0  | 0  | 1  |

## Partecipazioni e prestazioni nelle fasi finali
| Nazionale            | 1963 | 1964 | 1966 | 1985 | 1988 | 1992 | 1998 | 2002 | 2012 | 2021 | Partecip. | Vittorie |
| -------------------- | ---- | ---- | ---- | ---- | ---- | ---- | ---- | ---- | ---- | ---- | --------- | -------- |
| Iraq                 | -    | 1°   | 1°   | 1°   | 1°   | -    | -    | -    | 3°   | 1T   | 6         | 4        |
| Arabia Saudita       | -    | -    | -    | 3°   | 1T   | 2°   | 1°   | 1°   | 4°   | 1T   | 7         | 2        |
| Egitto               | -    | -    | -    | -    | 3°   | 1°   | 1T   | -    | 1T   | 4°   | 5         | 1        |
| Marocco              | -    | -    | -    | -    | -    | -    | 1T   | SF   | 1°   | QF   | 4         | 1        |
| Tunisia              | 1°   | -    | -    | -    | 1T   | -    | -    | -    | -    | 2°   | 3         | 1        |
| Algeria              | -    | -    | -    | -    | 1T   | -    | 1T   | -    | -    | 1°   | 3         | 1        |
| Giordania            | 5°   | 5°   | 1T   | 1T   | 4°   | 1T   | 1T   | SF   | -    | QF   | 9         | -        |
| Libano               | 3°   | 3°   | 4°   | -    | 1T   | -    | 1T   | 1T   | 1T   | 1T   | 8         | -        |
| Kuwait               | 4°   | 4°   | 1T   | -    | 1T   | 3°   | 3°   | 1T   | 1T   | -    | 8         | -        |
| Siria                | 2°   | -    | 2°   | -    | 2°   | 4°   | 1T   | 1T   | -    | 1T   | 7         | -        |
| Bahrein              | -    | -    | 1T   | 2°   | 1T   | -    | -    | 2°   | 1T   | 1T   | 6         | -        |
| Palestina            | -    | -    | 1T   | -    | -    | 1T   | -    | 1T   | 1T   | 1T   | 5         | -        |
| Libia                | -    | 2°   | 3°   | -    | -    | -    | 1T   | -    | 2°   | -    | 4         | -        |
| Sudan                | -    | -    | -    | -    | -    | -    | 1T   | 1T   | 1T   | 1T   | 4         | -        |
| Yemen Yemen del Nord | -    | -    | 1T   | -    | -    | -    | -    | 1T   | 1T   | -    | 3         | -        |
| Qatar                | -    | -    | -    | 4°   | -    | -    | 2°   | -    | -    | 3°   | 3         | -        |
| Emirati Arabi Uniti  | -    | -    | -    | -    | -    | -    | 4°   | -    | R    | QF   | 3         | -        |
| Oman                 | -    | -    | R    | -    | -    | -    | -    | -    | -    | QF   | 2         | -        |
| Mauritania           | -    | -    | -    | 1T   | -    | -    | -    | -    | -    | 1T   | 2         | -        |
| Squadre partecipanti | 5    | 5    | 10   | 6    | 10   | 6    | 12   | 10   | 12   | 24   | Edizioni  | 10       |

Legenda: 1° = Primo classificato, 2° = Secondo classificato, 3° = Terzo classificato, 4° = Quarto classificato, 5° = Quinto classificato, 1T = Eliminato al primo turno, SF = Semifinalista, QF = Quarti di finale, R = Ritirato, - = Non qualificato

## Nazioni ospitanti
| Edizioni | Nazione        | Anno/i     |
| -------- | -------------- | ---------- |
| 2        | Kuwait         | 1964, 2002 |
| 2        | Arabia Saudita | 1985, 2012 |
| 2        | Qatar          | 1998, 2021 |
| 1        | Libano         | 1963       |
| 1        | Iraq           | 1966       |
| 1        | Giordania      | 1988       |
| 1        | Siria          | 1992       |

## Esordienti
| Anno | Paese ospitante | Nazionali esordienti                      |
| ---- | --------------- | ----------------------------------------- |
| 1963 | Libano          | Giordania, Kuwait, Libano, Siria, Tunisia |
| 1964 | Kuwait          | Iraq, Libia                               |
| 1966 | Iraq            | Bahrein, Oman, Palestina, Yemen del Nord  |
| 1985 | Arabia Saudita  | Arabia Saudita, Mauritania, Qatar         |
| 1988 | Giordania       | Algeria, Egitto                           |
| 1992 | Siria           | Nessuna squadra esordiente                |
| 1998 | Qatar           | Emirati Arabi Uniti, Marocco, Sudan       |
| 2002 | Kuwait          | Nessuna squadra esordiente                |
| 2012 | Arabia Saudita  | Nessuna squadra esordiente                |
| 2021 | Qatar           | Nessuna squadra esordiente                |